# Марсель Амон-Тано
Марсель Амон-Тано – івуарійський політик. Займав посаду міністра закордонних справ Кот-д'Івуару з 25 листопада 2016 року по 19 березня 2020 року при уряді президента Алассана Уаттара.

## Біографія
Народився 25 листопада 1951 року в Абіджані. Вивчав соціологію в Університеті Парижа VIII, а також у Національному університеті Кот-д'Івуару.
Почав працювати у Франції як науковий співробітник в Інституті наукових, економічних та комерційних досліджень. Після цього французького досвіду на кілька місяців став генеральним секретарем мерії Кокоди, елітний район департаменту Абіджан . З 1991 по 1995 рік був генеральним секретарем Демократичної партії Кот-д'Івуару .
Крім своєї політичної кар'єри Марсель Амон-Тано також займався бізнесом. Він був керуючим директором паризької швейної компанії, потім компанії з імпорту та експорту сільськогосподарської продукції, а також директором агропромислової компанії. З 2001 року він повністю присвячував себе виконанню своєї ролі державного службовця, був міністром туризму (2003–2005 роки) та начальником штабу президента (2010–2012 роки). 
У листопаді 2016 року президент Уаттара звільнив міністра закордонних справ Альберта Туікюссе Мабрі та призначив Амона-Тано тимчасовим міністром закордонних справ. Через два місяці Уаттара зберіг Амона-Тано як свого постійного міністра закордонних справ у рамках перестановок у кабінеті міністрів у січні 2017 року. 
Пішов у відставку 19 березня 2020 року. 